# Todd Phillips
Todd Philip Bunzl (sinh ngày 20 tháng 12 năm 1970), thường được biết đến với nghệ danh Todd Phillips, là một nam nhà làm phim người Mỹ. Ông nổi tiếng với việc viết và đạo diễn các bộ phim hài Road Trip (2000), Old School (2003), Starsky & Hutch (2004), The Hangover Trilogy (2009, 2011, và 2013) và Due Date (2010). Với đóng góp của mình trong bộ phim hài châm biếm Borat (2006), Phillips đã được đề cử cho giải Oscar cho kịch bản chuyển thể hay nhất.
Phillips cũng vươn sang các thể loại khác với bộ phim tội phạm tiểu sử War Dogs (2016) và phim kinh dị tâm lý Joker (2019), phần sau đã nhận được giải Sư tử vàng tại Liên hoan phim quốc tế Venezia lần thứ 76.

## Tiểu sử
Phillips sinh ở Brooklyn, Thành phố New York, và lớn lên ở Huntington, New York, trên Long Island. Anh theo học Trường Điện ảnh Đại học New York, nhưng bỏ học để tập trung hoàn thành bộ phim đầu tiên của mình. Trong khoảng thời gian đó, anh ấy làm việc tại Kim's Video and Music.
Phillips vào xuất hiện với tư cách là một trong những người lái xe trong phần đầu tiên của HBO tài liệu máy ảnh ẩn Taxicab Confessions. Trong một bài viết của New York Times, Phillips tuyên bố đã gặp rắc rối vì ăn cắp khi còn trẻ.

## Sự nghiệp
Bộ phim tài liệu đầu tiên của Phillip, Hated: GG Allin and the Murder Junkies, tập trung vào cuộc sống và cái chết của rocker punk gây tranh cãi GG Allin, khi còn là một thiếu niên tại NYU và nó đã trở thành một trong những bộ phim sinh viên có doanh thu cao nhất vào thời điểm đó, thậm chí nhận được một bản phát hành sân khấu hạn chế. Tiếp theo, anh đồng đạo diễn với đối tác lúc đó Andrew Gurland cho  Frat House , một bộ phim tài liệu thứ hai về tình huynh đệ đại học; nó được công chiếu tại Liên hoan phim Sundance năm 1998 và giành giải Grand Jury cho các tính năng tài liệu. Nó được sản xuất bởi HBO, nhưng không bao giờ được phát sóng trên kênh của nó vì nhiều người tham gia bộ phim đã tuyên bố họ đã được trả tiền để tái hiện các hoạt động của họ. Nó cũng không bao giờ được chứng minh.